# Carter Finally Gets It
Carter Finally Gets It是Brent Crawford寫的一本青年小說。小說的情節從William Carter這位患上注意力不足過動症的高中一年級新生開始說起。故事以一個緊跟著William Carter的旁觀者角度，記錄下William Carter進入高中後踏上的悲慘之旅。Carter陸續遭逢了霸凌、社交拒絕、且必須進入姊姊曾就讀的學校。面對這樣的旅程，對他來說一點也不輕鬆，特別是當他發覺他的朋友比起他自己更加懂得享受青春的時候。但最終Carter克服了這些困難。

## 文獻來源
1. ↑  Terri Clark. . School Library Journal. 1 March 2009  [2 September 2009]. （原始内容存档于2012-02-29）.
2. ↑  Daniel Kraus. . Booklist（英语：Booklist）. 15 March 2009  [2 September 2009]. （原始内容存档于2009-06-07）.